# Eusebio da San Giorgio
Eusebio da San Giorgio, manchmal auch Eusebio di Jacopo di Cristoforo da San Giorgio genannt (* um 1470 in Perugia; † nach 1539), war ein italienischer Maler der Renaissance.

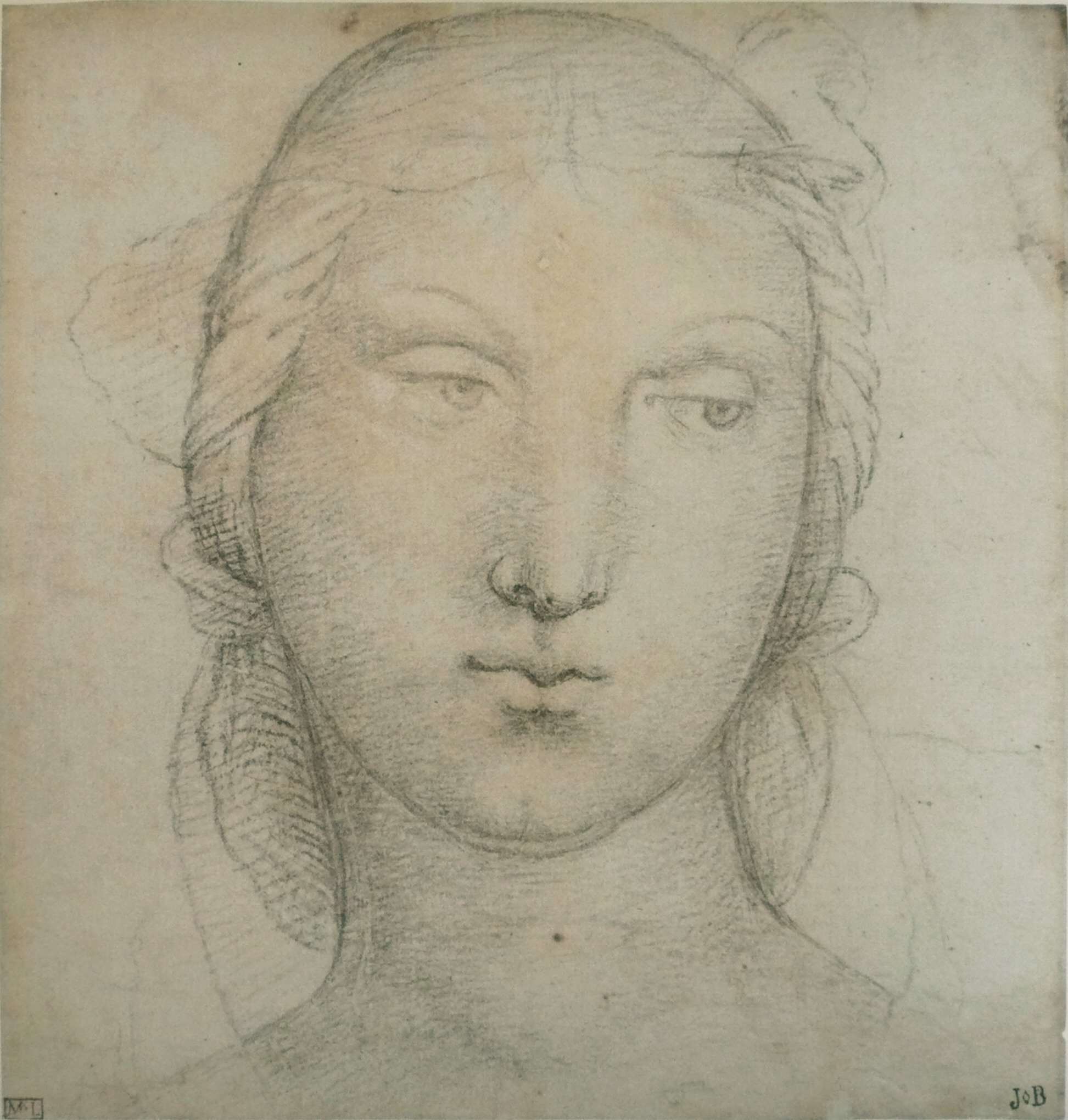
Kopf einer jungen Frau, Eusebio da San Giorgio zugeschrieben – Louvre, Grafikabteilung}

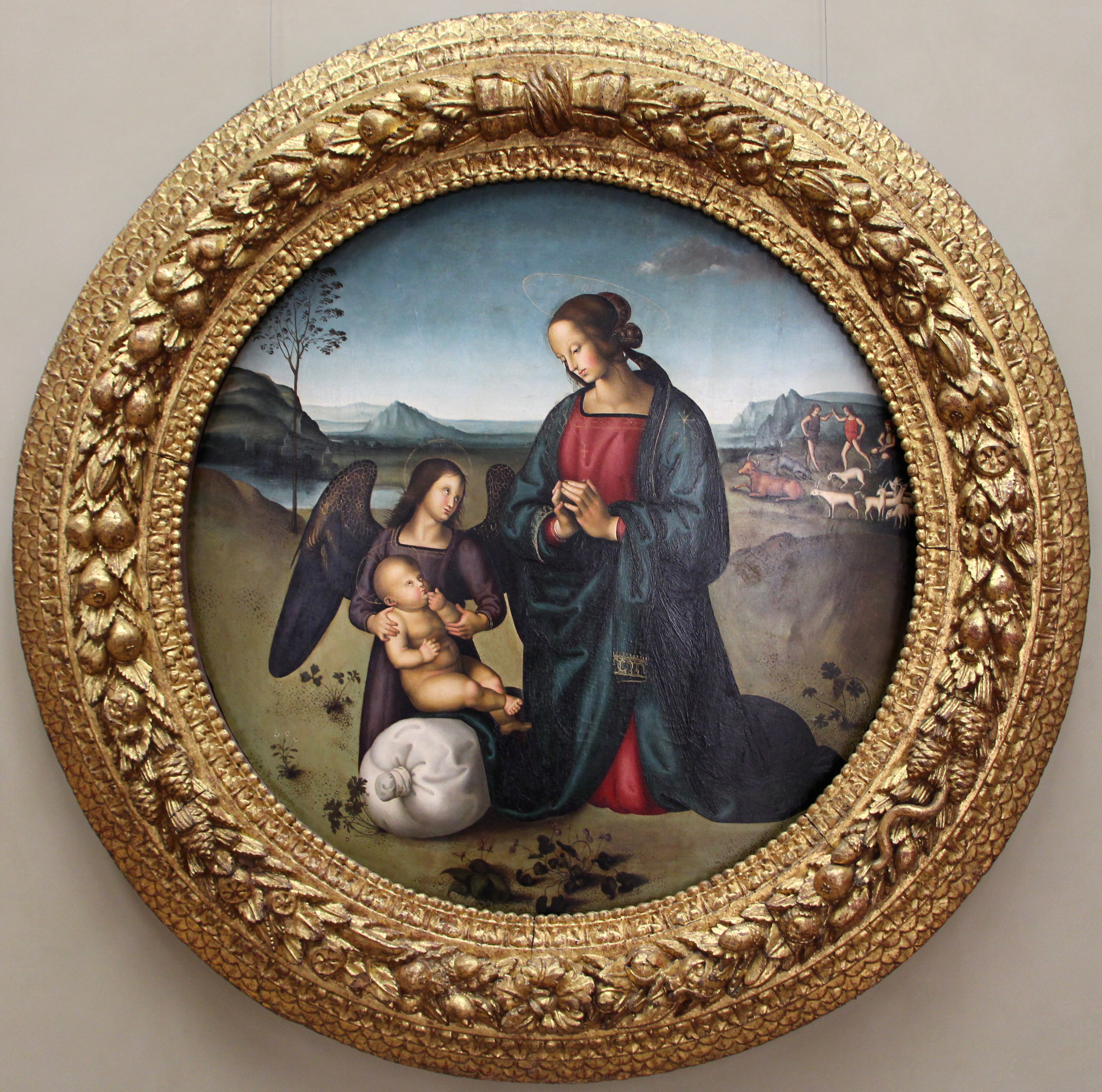
Eusebio da San Giorgio, Madonna del sacco (1490–1530)

## Leben
Eusebio da San Giorgio wurde zwischen 1465 und 1470 in Perugia als Sohn von Jacopo di Cristoforo, einem Spezereienhändler, geboren. Giorgio Vasari berichtet, dass er ein Schüler von Perugino war. In seinen Arbeiten wurde er stark von Pinturicchio beeinflusst, sodass angenommen werden kann, dass er auch dessen Schüler war. Später versuchte er auch Raffael nachzueifern. Im Jahre 1494 wurde er zum Kämmerer der Malerei von Perugia gewählt.
Im Jahr 1507 wird er als Mitarbeiter von Pintoricchio im Zusammenhang mit einem wichtigen Altarbild in Spello erwähnt.
Für die Pfarrkirche von Matelica malte er ein Altarbild (1512) und eine Anbetung der Könige in der Kirche Sant’Agostino in Perugia. Für den Kreuzgang von San Damiano in Assisi malte er Fresken mit einer Verkündigung und dem Heiligen Franziskus, der die Wundmale empfängt (1507). Zusammen mit Sinibaldo Ibi lobte er 1537 ein Werk von Giovanni Battista Caporali, das für den Hauptaltar der Kathedrale von Perugia vollendet wurde.